# Droits LGBT en Suisse
Les personnes lesbiennes, gays, bisexuelles et transgenres (LGBT) en Suisse bénéficient d'une reconnaissance légale parmi les plus avancées en Europe.
Le mariage et l'adoption plénière sont ouverts aux couples de même sexe depuis juillet 2022, après le partenariat enregistré en 2007. Les discriminations fondées sur l'orientation sexuelle sont interdites par le code pénal depuis juillet 2020, mais pas celles fondées sur l'identité de genre. Le changement de sexe et de prénom peut se faire depuis 2022 sur simple déclaration à l'état civil à partir de 16 ans.
En 2023, l'ILGA place la Suisse au 20e rang sur 49 de son classement des pays européens en ce qui concerne les droits LGBT. Elle appelle notamment à interdire les thérapies de conversion sur le plan fédéral, à reconnaître légalement la non-binarité ou un troisième genre et à interdire les interventions chirurgicales sur les mineurs intersexués pratiquées sans nécessité médicale.

## Légalité et âge de consentement des relations homosexuelles
Les relations homosexuelles ont été décriminalisées au niveau national en 1942, bien que les cantons de Genève, du Tessin, de Vaud et du Valais aient dépénalisé les relations homosexuelles dès 1798, à la suite de l'invasion par les troupes françaises et de l'adoption du Code napoléonien.
La différence d'âge égal de consentement concernant les relations homosexuelles (20 ans au lieu de 16 ans pour les hétérosexuels) a été supprimée par la réforme du code pénal de 1992. Lors d'un référendum facultatif tenu le 17 mai 1992, 73 % des votants ont accepté une réforme concernant le Titre 5 : Infractions contre l’intégrité sexuelle du code pénal et du code pénal militaire. L'article 187(1) du code pénal fixe l'âge de consentement à 16 ans. Cependant, il existe une clause particulière lorsque la différence d'âge entre les parties est de trois ans au maximum entre les personnes en dessous de l'âge de consentement (art.187(2)) qui s'applique autant aux homosexuels qu'aux personnes hétérosexuelles.

### Prostitution
Le droit suisse autorise la prostitution, mais punit son encouragement (art. 195 du code pénal). Les règles du travail du sexe sont fixées au niveau des cantons (art. 199 du code pénal). Les cantons ne fixent pas de régime particulier pour les prostitués et les clients LGBT. Historiquement, le droit pénal des mœurs, apparu en 1938, a cependant interdit la prostitution masculine jusqu’en 1991.

## Interdiction des thérapies de conversion

### Niveau fédéral
En mai 2016, le Conseil fédéral dénonce la pratique des thérapies de conversion dans sa réponse à une interpellation déposée par la conseillère nationale du Parti bourgeois-démocratique Rosmarie Quadranti, mais estime qu'il revient aux cantons, aux organisations de jeunesse et à la justice de la combattre,. La même conseillère nationale dépose une motion en juin 2019 pour interdire ces thérapies, mais l'intervention est classée deux ans plus tard sans avoir été traitée par les conseils.
Le Conseil national débat de la question pour la première fois en août 2022, à la suite du dépôt de trois initiatives parlementaires en septembre 2021 (par les socialistes Angelo Barrile et Sarah Wyss et par la vert'libérale Katja Christ), retirées au profit d'une motion de la Commission des affaires juridiques (CAJ) déposée le 18 août 2022,,. La motion est adoptée le 12 décembre 2022 par le premier conseil, par 143 voix contre 37 et 11 abstentions. Le 16 août 2023, la CAJ du Conseil des États décide d'attendre la publication par le Conseil fédéral d'un rapport sur la question, établi en exécution d'un postulat déposé en décembre 2021, avant de se prononcer.

### Niveau cantonal
À la suite d'une motion déposée par le groupe VertPop et socialiste en janvier 2022, le Grand Conseil du canton de Neuchâtel adopte le 2 mai 2023, par 99 voix contre 1, une modification de son code pénal pour interdire les thérapies de conversion de l'orientation sexuelle et de l'identité de genre sur son territoire,.

## Identité de genre
Le 1er février 2012, l'Office fédéral de l'état civil (OFEC) dépendant du Département fédéral de justice et police (ministère) a publié un avis de droit basé sur les recommandations du Conseil de l'Europe sur l'abandon des stérilisations forcées lors d'une procédure de changement de sexe. De plus, une personne a désormais le droit de faire apparaître sur ses papiers son sexe social et non plus obligatoirement son sexe biologique.
En outre, l'OFEC a également pris position pour qu'un homme marié à une femme puisse transformer son mariage en un partenariat enregistré sans devoir divorcer. Il en va de même pour des partenaires enregistrés : par exemple un homme en relation avec un homme ayant changé de sexe peut transformer son partenariat enregistré en un mariage.
En 2019, le Conseil fédéral transmet au Parlement un projet de loi visant à aider les personnes trans et intersexes à faire modifier leur état civil de façon simplifiée, sans examen médical ni démarches devant les tribunaux mais uniquement devant l'officier d'état civil en maintenant les liens matrimoniaux préexistants. Le Conseil des États approuve le texte le 11 juin 2020 par 31 voix pour, 7 oppositions et 7 abstentions, mais si l'esprit général du texte ne soulève que peu d'oppositions, les débats portent sur un amendement des Verts supprimant l’accord parental pour les mineurs transgenres. Cette proposition est rejetée à 27 voix contre 15. Le texte est ensuite approuvé par 121 voix pour, 61 contre et 13 abstentions en date du 24 septembre 2020 par le Conseil national qui adopte, contrairement au Conseil des États, la suppression de l'accord parental pour les mineurs par 100 voix pour, 93 voix contre et 2 abstentions. Le texte est finalement voté à 27 voix contre 16 par le Conseil des États le 1er décembre 2020 avec toutefois l'introduction d'un âge plancher fixé à 16 ans pour se passer de la suppression de l'accord parental pour les mineurs. Le texte entre en vigueur le 1er janvier 2023.
La non-binarité, ou un troisième genre neutre, ne sont pas reconnus légalement. Le Conseil fédéral a déclaré dans un rapport publié en décembre 2022 « que les conditions sociales nécessaires [...] à l’introduction d’un troisième sexe à l’état civil ne sont aujourd’hui pas réunies. »

## Personnes intersexes
Les personnes intersexes, particulièrement les mineurs sur décision de leurs parents ou de médecins, peuvent subir des interventions médicales non consenties pour rendre leur corps plus typiquement masculin ou féminin. Une motion est déposée au Conseil des États en mars 2022 par un député pour interdire ces interventions non consenties.

## Protection contre les discriminations

### Protection constitutionnelle et étatique
Depuis l'adoption en 1999 de l'article 8 de la Constitution suisse qui interdit les discriminations basées notamment sur le « mode de vie » et sur le « sexe », certains constitutionnalistes interprètent cet article comme interdisant les discriminations basées sur l'orientation sexuelle et l'identité de genre[réf. nécessaire]. En outre, l'homosexualité n'est plus mentionnée dans le code pénal militaire suisse[Depuis quand ?], permettant ainsi aux personnes suisses homosexuelles de servir dans l'Armée suisse. Les personnes transgenres peuvent également servir, le premier cas étant celui de Claudia Meier en 2015,. Le premier cas concernant une personne haut gradée étant celui de Madame le lieutenant-colonel EMG Christine Hug en septembre 2019.

### Protection pénale
Le 7 mars 2013, le conseiller national Mathias Reynard (PS), dépose l'initiative parlementaire « Lutter contre les discriminations basées sur l'orientation sexuelle » qui propose de compléter la disposition existante du code pénal luttant contre la discrimination raciale, afin de l'étendre à la discrimination basée sur l'orientation sexuelle sur le modèle des législations des pays voisins. Le parlement a accepté la proposition mais sans y inclure les discriminations liées à l'identité de genre, proposition ajoutée par la commission du Conseil national, car jugée trop floue,. Après un référendum mené par l'UDF contre la loi votée par le Parlement, le peuple se prononce à 63 % en faveur de l'introduction d'une norme pénale contre l'homophobie le 9 février 2020. La modification du code pénal entre en vigueur le 1er juillet 2020.

## Couples de même sexe
Jusqu'en 2021, si les personnes LGBT bénéficient d'une tolérance élevée, reflétée dans les divers sondages d'opinion menés sur ces questions, les dispositions légales ne reflétaient pas pour autant cette acceptation en comparaison avec les pays voisins, notamment au niveau de l'accès au mariage et à l'adoption,,.

### Partenariat enregistré
La loi sur le partenariat enregistré (en allemand eingetragene Partnerschaft, en italien unione domestica registrata et en romanche partenadi registrà) est entrée en vigueur en Suisse au 1er janvier 2007, après avoir été approuvée, par référendum, en 2005.
Le pays est donc le premier au monde où la reconnaissance des couples homosexuels s'est faite directement par le peuple (à 58 %).
La première union a été célébrée le 2 janvier 2007 dans le canton du Tessin.
Cette loi, concernant exclusivement les unions homosexuelles, est une réponse fédérale à la reconnaissance de ces couples, après que certains cantons (Genève en 2001, Zurich en 2002 et Neuchâtel en 2004) ont pris des dispositions sur cette question. La loi amène une reconnaissance politique et juridique importante des couples homosexuels. Elle introduit notamment plusieurs principes qui se trouvaient déjà dans le droit du mariage, comme le devoir d'assistance et de respect envers le partenaire (art. 12 LPart) ou encore l'interdiction pour un des partenaires d'aliéner le logement commun sans le consentement de son partenaire (art. 14 LPart). Plus important encore, le texte fait du partenaire l'héritier légal en cas de décès (art. 31 a contrario LPart) et du partenaire du père ou de la mère d'enfants, le représentant légal devant également assumer financièrement et matériellement les besoins concernant le bien-être de l'enfant.[réf. nécessaire]
L'enregistrement d'un partenariat enregistré se fait devant un officier de l'état-civil du canton de résidence, tout comme pour un mariage entre personnes hétérosexuelles. Une cérémonie peut être organisée dans les locaux des services de l'état civil. Une union civile entre personnes de même sexe, y compris un mariage, contractée à l'étranger peut être reconnue en Suisse si elle est conforme aux principes du droit suisse.
La loi sur le partenariat enregistré reconnaît un droit et un devoir d'autorité légale d'un parent sur l'enfant de son/sa partenaire. Son article 27 dispose ainsi que « lorsque l’un des partenaires a des enfants, l’autre est tenu de l’assister de façon appropriée dans l’accomplissement de son obligation d’entretien et dans l’exercice de l’autorité parentale et de le représenter lorsque les circonstances l’exigent. Les droits des parents sont garantis dans tous les cas ». Le même article dispose qu'en cas de séparation, un partenaire « peut se voir accorder par l’autorité tutélaire le droit d’entretenir des relations personnelles avec l’enfant de l’autre partenaire ».

#### Comparaison des droits et devoirs avec le mariage civil
De façon générale, le PEPS (Partenariat enregistré entre personnes de même sexe) suisse offre les mêmes droits et devoirs qu'à un couple marié excepté :
- le droit d'accès à l'adoption plénière ; une motion octroyant un droit d'accès à l'adoption de l'enfant du partenaire a été approuvée par le Parlement en mars 2013 et doit être traduite dans la loi ;
- le droit d'accès à la procréation médicalement assistée (PMA) ; cette dernière pouvant être restreinte, suivant les cas, également pour les personnes hétérosexuelles mariées ;
- la procédure facilitée de naturalisation pour un partenaire étranger PEPSé à un citoyen suisse ; toutefois, après 5 ans de résidence en Suisse dont trois ans de vie commune, une naturalisation ordinaire est possible (12 ans pour une personne célibataire)[50].

Suivant un arrêt du Tribunal fédéral, autorité judiciaire suprême du pays, de la fin du mois d'août 2008, les personnes engagées depuis longtemps dans un partenariat enregistré pouvaient bénéficier d'une rente veuvage de la même façon qu'il est possible d'en bénéficier pour des personnes mariées[réf. nécessaire].
La loi sur la procréation médicalement assistée (LPMA) interdit la gestation pour autrui (GPA) (appelée "maternité de substitution") pour toutes les personnes, ne distinguant pas entre personnes homosexuelles et hétérosexuelles.
Depuis le 1er janvier 2013, les époux peuvent choisir librement leur nom de famille en Suisse. La réforme, qui vise l'égalité entre hommes et femmes, concerne aussi les couples homosexuels.
Toutes les modifications autres que ces trois points sus-mentionnés concernant la loi sur le mariage modifient également la loi sur le partenariat enregistré.
L'Association internationale lesbienne et gay (ILGA) estime que le PEPS suisse est « un substitut au mariage égal ou presque égal ».

### Mariage civil
Le droit suisse permet le mariage civil entre personnes de même sexe et l'adoption depuis le 1er juillet 2022.

#### Initiative parlementaire des Verts de 1998
La première initiative parlementaire tentant d'instaurer le mariage civil pour tous date de 1998. Elle est déposée par la députée écologiste Ruth Genner le 18 décembre 1998 sous le nom de « Union de couples du même sexe ». Cette initiative parlementaire vise à «modifier le code civil suisse (CC), la loi sur la nationalité (LN) et l'ordonnance sur l'état civil (OEC) de manière à régler le mariage entre personnes du même sexe». Elle est classée sans suite par le Conseil national, le 20 décembre 1999.
En 2013, le Parti démocrate-chrétien (PDC) dépose une initiative populaire intitulée « Pour le couple et la famille - Non à la pénalisation du mariage » qui vise à mettre fin à la différence fiscale entre couples mariés et concubins mais qui inscrit aussi dans la constitution la définition du mariage comme l'union entre un homme et une femme. Cette initiative est refusée le 28 février 2016 par le peuple à 50,8 % avec 54 979 voix de plus en faveur du non (« oui » 1 609 328, 1 664 217 « non ») alors que la majorité des cantons (16,5 : 6,5) l'approuve.

#### Initiative parlementaire des Vert'libéraux de 2013
Les Vert'libéraux, trouvant le texte discriminatoire déposent le 5 décembre 2013 une initiative parlementaire de la conseillère nationale Kathrin Bertschy intitulée « Mariage civil pour tous ». La Commission des Affaires Juridiques du Conseil national (CAJ-N) a donné suite à l'initiative « Mariage civil pour tous », qui vise à ouvrir les différentes formes d'union régies par la loi à tous les couples, quels que soient le sexe ou l'orientation sexuelle des partenaires le 20 février 2015 par 12 voix contre 9 et 1 abstention.
L'initiative parlementaire est ensuite examinée par la Commission des Affaires Juridiques du Conseil des États le 1er septembre 2015. Par 7 voix contre 5 et une abstention, la commission du Conseil des États a décidé d'entrer en matière estimant « (...) qu'établir l'égalité juridique pour les unions de couples homosexuels permet de tenir compte d'une réalité sociétale ». Désormais, les deux Conseils devront procéder à l'élaboration du texte modifiant la Constitution. Si les deux Conseils adoptent le texte élaboré par la Commission du Conseil national en session plénière, la modification de la Constitution sera soumise alors au référendum obligatoire.
À noter qu'en juin 2013, pour la première fois en Suisse[réf. nécessaire], un sondage européen faisait état d'un avis favorable à plus de 63 % (Ifop pour la Fondation Jean-Jaurès) d'opinions favorables concernant le mariage civil pour tous et l'adoption pour les couples homosexuels. À la suite de l'annonce de la CAJ-N de vouloir entrer en matière au Parlement, deux sondages en date du 22 février 2015 ont révélé que 54 % (LégerMarketing pour le Blick) et 71 % (GfS Zurich pour le SonntagsZeitung) des sondés approuvaient le mariage civil pour tous.
Un autre sondage réalisé en août 2015 sur les utilisateurs d'une application smartphone de la Société suisse de radiodiffusion et télévision en vue des élections fédérales suisses de 2015 a donné un résultat des sondés plébiscitant le mariage et l'adoption pour les couples de même sexe avec 68,9 % de « oui » ou « plutôt oui ».
En mars 2015, le Conseil fédéral rend un rapport gouvernemental à propos du mariage et des nouveaux droits pour les familles. Il ouvre la possibilité d'introduire un partenariat enregistré pour les couples hétérosexuels sur le modèle du PACS français mais également le mariage civil pour les couples homosexuels. La présidente de la Confédération Simonetta Sommaruga, également responsable du DFJP, prend position le 25 avril 2015 devant le congrès du PS en espérant que les couples homosexuels puissent bientôt se marier.
Dans le canton de Zurich, l'UDF réussit à proposer un référendum afin d'interdire constitutionnellement, au niveau cantonal, le mariage pour tous. Le texte est rejeté le 27 novembre 2016 à 80,91 %, aucune commune n'ayant approuvé le texte soutenu par l'UDF et l'UDC et combattu par tous les autres partis, y compris le Parti démocrate-chrétien zurichois et le Parti évangélique zurichois.
Le 21 décembre 2017, un nouveau sondage pour Tamedia rapporte une claire approbation du mariage pour tous en Suisse, même parmi les sympathisants de la droite populiste et nationaliste de l'UDC (56 % en faveur), et du parti démocrate chrétien (PDC) avec 66 % en faveur. Les sympathisants du PLR (droite libérale) approuveraient le mariage pour tous à 76 %, alors que les sympathisants des Verts et du PS approuveraient la mesure à 88 %.
Après que le Conseil national a accepté de se donner un délai supplémentaire de deux ans pour légiférer en la matière le 16 juin 2017 à 118:71 voix, ce n'est que le 6 juillet 2018 que la CAJ-N discute plus profondément du sujet. Par 18:1, elle refuse de classer l'initiative des Vert'libéraux sans suite et dans le même temps, elle approuve à 14:11 de légiférer sur le mariage et l’adoption pour tous ainsi que sur la naturalisation facilitée dans le cas d'un mariage entre personne de même sexe. Un projet de loi devra lui être soumis par l'administration fédérale d’ici février 2019 ouvrant également un partenariat enregistré pour les hétérosexuels. Lors de ses travaux, la commission a également décidé, par 16 voix contre 9, de légiférer en la matière et non de modifier la constitution ce qui permettrait au texte de ne devoir obtenir que la majorité du peuple (référendum facultatif) et non la double majorité peuple-canton, dans le cas d'une modification constitutionnelle (référendum obligatoire) si un référendum était déclenché. Enfin, les commissaires ont délibérément exclus les questions de rentes de veuve et de PMA afin de laisser de meilleures chances au texte d'être adopté plus rapidement mais également parce que la question de la PMA relèverait d'une modification de la Constitution. La CAJ-N a toutefois décidé qu'elle entrerait en matière sur le sujet de la PMA et de la question des rentes de veuve via un autre texte législatif.
La procédure de consultation débouche, le 30 août 2019, sur une majorité significative de prises de position des membres de la société civile, des syndicats, des associations, partis, églises et groupes de pression en faveur de l'introduction du mariage civil pour tous (128 sur 154) et une majorité de 97 sur 154 a soutenu la variante incluant la PMA alors que le Conseil fédéral devait réorganiser une nouvelle votation sur l'Initiative populaire « Pour le couple et la famille - Non à la pénalisation du mariage » du PDC introduisant une définition du mariage uniquement possible entre un homme et une femme au plus tard le 27 mai 2020, la première votation ayant été invalidée à la suite d'erreurs écrites par le Conseil fédéral dans la brochure de propagande ad hoc de la votation. Le 13 février 2020, le PDC annonce qu'il retire son initiative voulant désormais un nouveau texte sans définition constitutionnelle hétéro-normée du mariage.

#### Traitement au Parlement
Le 11 juin 2020, le Conseil national approuve l'introduction dans le texte de la PMA (124 voix contre 72) pour les couples de femmes, les autorisant à accéder au don de sperme avant d'approuver le texte en « vote sur l'ensemble » par 132 voix contre 52. Le texte final est soutenu unanimement par tous les partis, à l'exception d'une large majorité de députés de l'UDC (11/53) et du PDC (8/25) et de la totalité des membres du PEV (3) de la Lega (1) et de l'UDF (1). Le Conseil des États devrait se prononcer en novembre sur la question.
Le 12 novembre 2020, la commission ad hoc du Conseil des États étudie le texte, dont l'étude fut retardée après une obstruction parlementaire du député valaisan PDC et président de la Commission Beat Rieder. Ce dernier affirmait qu'un rapport qu'on lui avait transmis exigeait une modification de la Constitution pour légiférer sur le mariage civil pour tous. La Commission, après auditions menées les 19 et 20 octobre 2020, décide par 7 voix contre 6 qu'aucun changement de la Constitution n'est nécessaire, en suivant l’avis juridique établi par l’Office fédéral de la justice le 7 juillet 2016. En outre, la Commission approuve le maintien dans le texte de la PMA à 8 voix contre 1 et 3 abstentions et vote le projet par 7 voix contre 1 et 4 abstentions.
Le 1er décembre 2020, le Conseil des États accepte le mariage pour tous, par 22 voix contre 15 et 7 abstentions. Il s'éloigne toutefois du projet initial du Conseil national sur l'accès au don de sperme pour les lesbiennes.
L'élimination des divergences est votée par Conseil national le 9 décembre 2020. Ce dernier approuve le texte voté par le Conseil des États avec une PMA autorisée avec recours auprès d'une banque de sperme suisse, afin que l'enfant puisse accéder à ses origines à l'âge de sa majorité. Il approuve le texte intégrant l'accès à la PMA par 133 voix contre 57 et une abstention.
Le vote final s'opère le 18 décembre 2020. Le Conseil des États approuve le texte par 24 voix contre 11 et 7 abstentions; le Conseil national approuve le texte par 136 voix contre 48 et 9 abstentions.

#### Référendum
Les opposants ont dès lors 50 000 signatures à récolter sur un délai de 100 jours à compter de la publication du texte dans la Feuille fédérale.
Le Blick rapporte fin février 2021 qu'après 50 jours de collecte, moins de 25 000 signatures sur 50 000 auraient été récoltées. Toutefois, le président de l'UDF estime que le comité référendaire réussira à faire aboutir le référendum.
Les signatures sont finalement récoltées et un référendum sur le mariage pour tous en Suisse est organisé en date du 26 septembre 2021, le Oui remportant 64,10 % des voix.
Le texte entre en vigueur le 1er juillet 2022.

## Adoption
Jusqu'en 2021, les personnes homosexuelles pouvaient adopter des enfants si elles étaient célibataires. Le 26 septembre 2021, l'acceptation du mariage pour tous par le peuple suisse autorise les couples homosexuels mariés à adopter, à accéder à la PMA et reconnaît d'office l'épouse de la mère comme parent. Toutefois il n'y a aucune possibilité législative d'avoir accès à l'adoption pour un couple vivant sous le régime du partenariat enregistré.
Dans le sondage Ifop cité ci-dessus de juin 2013, à côté du mariage civil pour tous, 63 % d'opinions favorables concernaient également l'adoption pour les couples homosexuels, de même que 68,9 % par les utilisateurs de l'application Politbox de la SSR, toujours dans une question comprenant autant le mariage civil que l'adoption en août 2015. Un autre sondage réalisé en septembre 2015 par Marketagent.com montrait 58,3 % d'avis favorables à la seule thématique de l'adoption.
Le 30 septembre 2011, le Conseil national a examiné la pétition « Mêmes chances pour toutes les familles » déposée par une organisation LGBT réclamant le droit d'accès à l'adoption. La chambre basse, après débat, a refusé de donner suite à la pétition, bien que le résultat (83:97) a clairement montré une évolution en nombre des partisans au sein de la chambre basse du Parlement suisse concernant l'adoption pour tous. Par exemple, Maja Ingold, Conseillère nationale du Parti évangélique suisse (PEV), fit une intervention en faveur d'une meilleure reconnaissance des parents LGBT alors que son parti avait participé activement au référendum contre le partenariat enregistré en 2005. Après débat, il en résulta que l'adoption de l'enfant du partenaire pourrait obtenir une majorité sans toutefois l'obtenir pour une adoption plénière.
Le Conseil des États (chambre haute), chambre traditionnellement plus conservatrice, accepta, à la surprise générale et quelques jours plus tard, la pétition et la Commission des Affaires Juridiques (CAJ-E) alla plus loin, en approuvant la motion parlementaire du conseiller aux États socialiste bâlois Claude Janiak, homosexuel, soutenant l'adoption pour tous. La commission vota à l'unanimité en faveur de la motion, y compris le membre de l'Union démocratique du centre (UDC), parti national-conservateur traditionnellement opposé aux droits LGBT.
Le 14 mars 2012, Conseil des États approuva à 21:19 l'extension complète aux couples homosexuels d'adopter sans aucune restriction.
Comme le Conseil national avait refusé la pétition lors du précédent débat en septembre 2011, la motion fut soumise à la Chambre basse et fut acceptée le 13 décembre 2012, par 113:64. Toutefois, la motion Janiak du Conseil des États ouvrant l'adoption sans restriction fut amendée, afin de ne permettre que l'adoption de l'enfant du partenaire et non pas l'adoption ouverte sans restriction.
Le 4 mars 2013, la motion amendée par le Conseil national permettant l'adoption de l'enfant adopté ou biologique du partenaire fut acceptée par le Conseil des États par une majorité de 26:16.
La motion parlementaire doit désormais être traduite dans la loi, bien qu'un référendum facultatif soit encore possible: les citoyens opposés aux amendements de la loi pourront tenter de récolter 50 000 signatures dans un délai de 100 jours, une fois la loi amendée et votée par le Parlement suisse. Le parti extra-parlementaire de l'Union démocratique fédérale (UDF) (droite protestante fondamentaliste) ayant été l'instigateur du référendum contre le PEPS en 2005 a affirmé vouloir s'y opposer via les urnes alors que le parti de l'UDC n'a pour l'instant montré que peu d'intérêt à combattre le projet via un référendum.
Le 28 novembre 2014, le Conseil fédéral présente au Parlement une révision du Droit de l'adoption en tenant compte de la motion adoptée par les Chambres fédérales. Deux ans plus tard, le 12 janvier 2016, la Commission des Affaires Juridiques (CAJ-E) approuve par 7:4 la partie du projet de modification du droit de l’adoption ouvrant l'adoption de l'enfant du partenaire et à 7:3 et 1 abstention le texte général portant sur la révision du droit de l’adoption. Le Conseil des États approuve le texte à 32:7 le 8 mars 2016.
Le 13 mai 2016, c'est au tour de la Commission des Affaires Juridiques du Conseil national (CAJ-N) d'approuver, à 16:8, la partie du projet de modification du droit de l'adoption ouvrant l'adoption de l'enfant du partenaire et à 15:9 le projet entier de réforme du droit de l'adoption. Le 30 mai 2016, le Conseil national approuve à 115:65 le projet, tout en se prononçant plus favorablement pour l'adoption de l'enfant du partenaire au sein des couples homosexuels (127:60) que pour l'adoption de l'enfant du partenaire au sein de couples hétérosexuels vivant en concubinage (95:92). Yves Nidegger, porte-parole du groupe UDC au Conseil national, a annoncé que son parti ne lancerait pas de référendum sur la loi, mais le soutiendrait, le cas échéant.
Le texte retourne au Conseil des États le 7 juin 2016 pour l'élimination de divergences rédactionnelles.
Le texte final est voté conforme le 17 juin 2016 par les deux chambres; à 32:5 et 7 abstentions au Conseil des États et à 125:68 et 3 abstentions au Conseil national.
Le comité référendaire « Non à ce droit de l'adoption », composé principalement de personnalités politiques de l'UDF et de l'UDC et notamment soutenu par les conseillers nationaux Yannick Buttet (PDC) ou Michaël Buffat (UDC), se constitue le 28 juin 2016 afin de récolter les 50 000 signatures requises pour déclencher un référendum national. Alors que le délai référendaire est fixé au 6 octobre 2016, les médias rapportent qu'au 21 septembre 2016, moins de 20 000 signatures ont été récoltées, en prédisant ainsi un échec du comité référendaire. L'échec du comité référendaire est constaté par les médias le 4 octobre 2016,. Deux jours avant l'expiration du délai référendaire, les Vert'libéraux se félicitent de l'échec du comité référendaire et appellent désormais à la légalisation de l'adoption plénière ainsi que du mariage civil pour tous via leur initiative parlementaire ad hoc.
L'entrée en vigueur du nouveau droit de l'adoption est fixée au 1er janvier 2018.
L'adoption plénière et conjointe est adoptée par le Conseil national le 11 juin 2020 lors du vote sur le mariage civil par 132 voix contre 52. Le 1er décembre 2020, le Conseil des États accepte le mariage pour tous, par 22 voix contre 15 et 7 abstentions qui intègre l'adoption conjointe.
À la suite du référendum gagné par les partisans du mariage pour tous, le texte entre en vigueur le 1er juillet 2022

## Pornographie
L'article 197 du Code pénal ne fait aucune distinction entre la pornographie homosexuelle et hétérosexuelle. La consommation, l'échange, l'importation et la production de pornographie pour adulte sont légaux. La pornographie représentant de la violence, de la zoophilie ou des actes pédophiles est interdite.

## Tableau récapitulatif
| Dépénalisation de l’homosexualité                                                                                                 |   | 1798 : GE, TI, VD & VS 1er janvier 1942 : Fédéral             | |
| Adoption plénière (célibataire)                                                                                                   |   | 1er janvier 1942                                              | |
| Majorité sexuelle égale à celle des hétérosexuels                                                                                 |   | 1er octobre 1992                                              | |
| Autorisation de servir dans l'armée                                                                                               |   | 1er janvier 1996                                              | |
| Interdiction de la discrimination pour l'orientation sexuelle dans le domaine de l'emploi                                         | / | 1er janvier 2000                                              | Ambigu, possiblement interdit via l'entrée en vigueur en 2000 de l'article 8 de la Constitution suisse qui interdit notamment les discriminations basées sur le « mode de vie »                                |
| Lois anti-discriminations pour l'orientation sexuelle dans le domaine des biens et services                                       |   | soumis au référendum facultatif et approuvé le 9 février 2020 | Pour: PLR, PS, PES, PEV, PVL, PBD, PDC Contre : UDC |
| Interdiction de la discrimination pour l'identité de genre dans les domaines de l'emploi et des biens et services                 | / | 1er janvier 2000                                              | Ambigu, possiblement interdit via l'entrée en vigueur en 2000 de l'article 8 de la Constitution suisse qui interdit notamment les discriminations basées sur le « sexe »                                       |
| Union civile |   | 1er janvier 2007                                              | |
| Statut du beau-parent et autorité parentale partagée                                                                              |   | 1er janvier 2007                                              | |
| Rente veuvage au sein d'une ex-union civile                                                                                       |   | 1er janvier 2007                                              | |
| Changement de sexe sans stérilisation forcée                                                                                      |   | 1er février 2012                                              | |
| Inscription du sexe social sur les papiers d'identité                                                                             |   | 1er février 2012                                              | |
| Nom d'alliance commun sur papiers d'identité                                                                                      |   | 1er janvier 2013                                              | |
| Interdiction des thérapies de conversion                                                                                          | / |                                                               | Non au niveau fédéral - motion en cours de traitement au Parlement (état en septembre 2023). Oui : NE, 2023 ; VS 2025. Proposé : GE, VD.                                                                       |
| Don du sang sous condition |   | 1er juillet 2017                                              | condition 12 mois d'abstinence |
| Don du sang sans condition |   | 1er novembre 2023                                             | sous les mêmes conditions que la population générale |
| Adoption de l'enfant du partenaire                                                                                                |   | 1er janvier 2018                                              | |
| Lois anti-discriminations pour l'orientation sexuelle dans d'autres domaines (incl. discriminations indirectes, discours haineux) |   | soumis au référendum facultatif et approuvé le 9 février 2020 | Pour: PLR, PS, PES, PEV, PVL, PBD, PDC Contre : UDC |
| Lois anti-discriminations pour l'identité de genre dans d'autres domaines (discours haineux, etc.)                                |   |                                                               | |
| Changement de sexe et de genre par simple déclaration (autodétermination dès 16 ans)                                              |   | 1er janvier 2022                                              | |
| Naturalisation facilitée |   | 1er juillet 2022                                              | Pour : PS, PES, PVL, PBD, PLR, PDC Contre : UDC |
| Mariage civil pour tous |   | 1er juillet 2022                                              | Pour : PBD, PDC, PES, PLR, PS, PVL Contre : UDC |
| Adoption plénière (couple) |   | 1er juillet 2022                                              | Pour : PBD, PDC, PES, PLR, PS, PVL Contre : UDC |
| Accès à la procréation médicalement assistée (PMA – don de sperme et insémination artificielle) pour les couples de femmes        |   | 1er juillet 2022                                              | Pour : PBD, PES, PLR, PS, PVL Contre : PDC, UDC |
| Mineurs intersexués protégés des interventions chirurgicales non consenties                                                       |   | Non                                                           | Motion en cours de traitement au Parlement (état en septembre 2023) |
| Reconnaissance légale de la non-binarité                                                                                          |   | Non                                                           | Rapport publié en décembre 2022, dans lequel le Conseil fédéral estime « que les conditions sociales nécessaires [...] à l’introduction d’un troisième sexe à l’état civil ne sont aujourd’hui pas réunies. », |
| Accès à la gestation pour autrui (GPA) pour les couples homosexuels                                                               |   | Interdit également pour les couples hétérosexuels             | |

## Classement ILGA Europe
En 2023, la Suisse se place au 20e rang sur 49 du classement établi par l'ILGA pour les pays européen en ce qui concerne les droits LGBT.
Des améliorations sont possibles dans les domaines suivants selon l'ILGA : interdire les thérapies de conversion ; reconnaître légalement la non-binarité ou un troisième genre ; interdire les interventions chirurgicales sur les mineurs intersexués pratiquées sans nécessité médicale ; se référer expressément  aux caractéristiques sexuelles dans les dispositions qui interdisent toute discrimination ; adopter des lois sur l'incitation à la haine et les crimes de haine qui couvrent tant l'orientation sexuelle que l'identité de genre, l'expression de genre et les caractéristiques sexuelles.